# Металлургический район (Кривой Рог)

Монумент «Победа», Дзержинка, 11 августа 2013 года

Металлургический район (укр. Металургійний район; до 2016 года — Дзержинский район) — административно-территориальная единица, район в центральной части города Кривой Рог, Днепропетровская область, Украина.

## История
Дзержинский район образован на территории города летом 1936 года. Был одним из трёх первых районов города, благодаря промышленному росту Криворожского железорудного бассейна, развития рудоуправления имени Ф. Э. Дзержинского и Криворожского металлургического завода.

## Население
На территории района проживает более 70 000 жителей.

### Языковой состав
Родной язык населения по данным переписи 2001 года:
| Язык       | Численность, чел. | Доля     |
| ---------- | ----------------- | -------- |
| Украинский | 49 162            | 69,85 %  |
| Русский    | 20 340            | 28,90 %  |
| Другое     | 876               | 1,25 %   |
| Итого      | 70 378            | 100,00 % |

## Характеристика
Район граничит на севере с Саксаганским районом, на западе с Центрально-Городским районом, на северо-востоке с Долгинцевским районом, на юго-западе с Ингулецким районом.
- Площадь района составляет 52 км².
- Район имеет более 190 улиц общей протяжённостью 194 км.

### Жилые районы
- Соцгород;
- Дзержинка;
- Коксохим;
- Трампарк;
- Первый участок;
- Червоная;
- 95-й квартал (частично);
- Имени Ильича;
- Имени Шевченко (Алаховка);
- Победа.

### Главные улицы
- Проспект Мира;
- Проспект Гагарина;
- Проспект Металлургов;
- Никопольское шоссе;
- Улица Виталия Матусевича.

Границы района: ул. Александра Васякина (граница с Долгинцевским районом).

## Достопримечательности
- Стадион «Металлург»;
- Криворожский государственный цирк;
- Дворец культуры Металлургов, Народный дом, Дворец молодёжи и студентов, Центр детского и юношеского творчества;
- Парк имени Богдана Хмельницкого, Парк Героев, парк Строителей, сквер 60-летия Победы, сквер у монумента Победы;
- Памятник «Казак Кривой Рог»;
- Цветочные часы;
- Памятный знак в честь 15-летия Криворожско-Никопольской епархии (возле центрального корпуса КНУ).
- Братская могила 93-х советских воинов в сквере 60-летия Победы возле здания кинотеатра «Космос» по улице Вадима Гурова;
- Братская могила советских воинов (Коксохимическое кладбище).

## Предприятия
14 промышленных предприятий:
- ПАО «АрселорМиттал Кривой Рог» (ранее — «Криворожсталь»);
- АО «Криворожгаз»;
- Коммунальное предприятие «Кривбассводоканал»;
- Коммунальное предприятие «Сансервис»;
- ПАО «Промышленно-производственное предприятие „Кривбассвзрывпром“»;
- ПАО «Криворожиндустрой».

## Религиозные общины
- Церковь святых Константина и Елены (Первый участок, Трамвайная ул., 8)
- Церковь Священномученика Онуфрия (Соцгород, ул. Соборности, 20)